# مستصفرة الكاسافا
مستصفرة الكاسافا (الاسم العلمي: Xanthomonas cassavae) هي نوع من البكتيريا يتبع جنس المستصفرة من الفصيلة المستصفرية.